# میس الجبل
میس الجبل (به عربی: ميس الجبل) یک منطقهٔ مسکونی در لبنان است که در شهرستان مرجعیون واقع شده‌است.
 میس الجبل   ۶۳۰ متر بالاتر از سطح دریا واقع شده‌است.